# Thylamys tatei
Thylamys tatei e вид опосум от семейство Didelphidae. Той е южноамерикански вид ендемичен за Перу. Обитава крайбрежните провинции Анкаш и Лима при надморско равнище от 300 до 3000 m. Той е и най-северният вид опосуми от род Thylamys. Thylamys tatei е горски представител с диета, която е съставена предимно от насекоми и дребни гръбначни животни.